# Love's Lariat
Love's Lariat é um filme norte-americano de 1916, dos gêneros faroeste e comédia, estrelado por Harry Carey. O filme mudo foi dirigido por George Marshall e Harry Carey.

## Elenco
- Harry Carey
- Neal Hart
- William Quinn
- Olive Carey
- Pedro León
- Joe Rickson
- Tom Grimes
- William Gillis
- Bud Osborne